# Kim Allen
 (juillet 2017).
Si vous disposez d'ouvrages ou d'articles de référence ou si vous connaissez des sites web de qualité traitant du thème abordé ici, merci de compléter l'article en donnant les références utiles à sa vérifiabilité et en les liant à la section « Notes et références ».
Kim Allen est une actrice américaine connue pour son rôle d'Amanda Joy Hoden dans la série américaine American Wives.

## Biographie
Kim Allen a joué le rôle de Jackie Kennedy dans le film L. B. Johnson, après Kennedy en 2016.

## Filmographie

### Cinéma
- 2010 : Client 9: The Rise and Fall of Eliot Spitzer
- 2010 : Violet Tendencies : Salome
- 2011 : Going Down in LA-LA Land : Ms. Campbell
- 2014 : Lyle : Taylor
- 2014 : Scavenger Killers : Agent Templeton
- 2016 : LBJ : Jacqueline Kennedy
- 2017 : Sex Guaranteed : Sandy

### Courts-métrages
- 2006 : Cosa Bella
- 2009 : 8 Easy Steps
- 2010 : Sonnet for a Towncar
- 2012 : Curfew
- 2013 : Eden 2045
- 2013 : From the Future with Love

### Télévision

#### Séries télévisées
- 2006 : The Bedford Diaries : Raven
- 2007-2011 : American Wives : Amanda Holden
- 2008 : Les Reines de Manhattan : Leading Woman
- 2008 : New York, section criminelle (saison 7, épisode 13) : Avery Hubert
- 2009 : Haine et Passions : Lara Fasano
- 2009 : The Beautiful Life: TBL : Rachelle
- 2013 : The Carrie Diaries : Risa